# قهرمان (فیلم ۱۹۷۹)
قهرمان (به انگلیسی: The Champ) نام فیلمی آمریکایی به کارگردانی فرانکو زفیرلی و بازیگری جان وویت، فی داناوی و ریکی شرودر است. این فیلم بازسازی فیلمی به همین نام است که در سال ۱۹۳۱ عرضه شد.

## داستان
بیلی فلین قهرمان سابق بوکس در حال حاضر مربی اسب در هیلی فلوریدا می‌باشد. او به همراه پسر هشت ساله اش تی جی زندگی می‌کند. همسرش بعد از تولد تی جی آنها را ترک کرده است. بیلی عاشق پسرش است اما اعتیاد به قمار و مشروب به وی اجازه نمی‌دهد که بتواند فرزندش را خوشبخت کند. تی جی همیشه پدرش را قهرمان تلقی می‌کند و گمان می‌کند مادرش از دنیا رفته است. بیلی برای تضمین آینده پسرش تصمیم می‌گیرد دوباره به عالم بوکس برگردد که ناگهان انی مادر تی جی بازمی‌گردد. او با مردی پولدار ازدواج کرده و از بیلی تقاضا دارد که سرپرستی تی جی را به او بدهد. بیلی موافقت نمی‌کند. او می‌داند که تی جی در کنار مادرش آینده بهتری خواهد داشت و اینجاست که احساس یاس و ناکامی و نفرت از خویش وجودش را فرا می‌گیرد…

## جوایز
ریکی شرودر با اینکه تنها نه سال داشت برای نقش تی جی فلین برنده جایزه گلدن گلوب شد.